# Macedonio Oscar Ruiz
Macedonio Oscar Ruiz (Buenos Aires, 14 de junio de 1906 - 22 de abril de 1987) fue un arquitecto argentino que tuvo una participación fundamental en el diseño de varias obras significativas de la arquitectura argentina del siglo veinte; entre éstas se cuentan, en sociedad con Mario Roberto Álvarez, el Teatro Municipal General San Martín y el edificio de Posadas 1695, cuyo último piso fue originalmente su propia vivienda, y asociado con José Aisenson y Pablo Víctor D’Anna la sede de SADAIC en Lavalle 1547.